# 学田街道
学田街道，是中华人民共和国江苏省南通市崇川区下辖的一个乡镇级行政单位。

## 行政区划
学田街道下辖以下地区：
学田苑社区、紫荆花社区、千禧园社区、学田北苑社区、南川园社区、果园社区和学田社区。